# Rotacijski laserski nivelir
Rotacijski laserski nivelir je posebna konstrukcija nivelira s rotirajućom laserskom zrakom. Radi tako da glava nivelira rotira oko glavne osi oko 10 okretaja u sekundi. Na njoj se nalaze dva otvora kroz koja se propušta polarizirana laserska zraka, čiji se izvor nalazi u laserskoj diodi. Jedna je zraka otklonjena za mali elevacijski kut od referentne ravnine, a druga zraka je otklonjena za isti depresijski kut.
Fotodetektor se pomiče po nivelmanskoj letvi dok indikator ne bude na nuli tj. u referentnoj ravnini. Na prijemniku (fotodetektoru) nalaze se dvije fotodiode koje primaju svjetlosne impulse. Kada svjetlost padne na obje diode istim intenzitetom (ako je vrlo usko područje) indikator pokazuje da se prijamnik nalazi u referentnoj ravnini. Položaj prijemnika se visinski očita na centimetarskoj nivelmanskoj letvi.
U instrument može biti ugrađen kompenzator za automatsko dovođenje zrake u vodoravni položaj. Ovaj tip instrumenta se koristi kada treba u visinskom smislu snimiti veće površine, odrediti vodoravne i okomite ravnine pri gradnji i kontroli raznih objekata.

## Vanjske poveznice
- Types Of Laser Levels  Arhivirana inačica izvorne stranice od 23. studenoga 2015. (Wayback Machine)